# Antonin Debidour
Élie Louis Marie Marc Antonin Debidour, född den 31 januari 1847, död den 21 februari 1917, var en fransk historiker.
Debidour blev professor i historia i Nancy 1880, inspektör för det franska undervisningsväsendet 1891, samt professor i kristendomens historia i nyare tid i Paris 1906. Bland Debidours arbeten märks La fronde angevine (1877), Histoire de Du Guesclin (1880), Histoire diplomatique de l'Europe 1814-78 (2 band, 1890), Histoire des rapports de l'église et de l'état en France de 1789 à 1870 (1898), L'église catholique et l'etat sous la 3:e république (2 band, 1906-1909), Vers la grande guerre 1914-16 (1917).